# II. János Pál pápa tér (métro de Budapest)
II. János Pál pápa tér est une station du métro de Budapest. Elle est sur la  .

## Lieu remarquable à proximité
- II. János Pál pápa tér
- Népszínház utca